# Jiří Orság
Jiří Orság (* 5. Januar 1989 in Znojmo, Tschechoslowakei) ist ein tschechischer Gewichtheber.

## Karriere
Orság belegte bei den Europameisterschaften 2008 den zwölften Platz im Schwergewicht. 2009 wurde er im Superschwergewicht Sechster bei den Europameisterschaften und Achter bei den Weltmeisterschaften. Bei den Europameisterschaften 2010 war er wieder Sechster. 2011 gewann er bei den Europameisterschaften Silber im Zweikampf und Gold im Stoßen.
Bei den Europameisterschaften 2012 wurde Orság Fünfter im Zweikampf und gewann Silber im Stoßen. Im selben Jahr nahm er in London an den Olympischen Spielen teil, bei denen er den siebten Platz erreichte. 2013 gewann er bei den Europameisterschaften sowohl im Zweikampf als auch im Stoßen die Bronzemedaille. Im Herbst desselben Jahres wurde allerdings bei einer Trainingskontrolle positiv auf Tamoxifen getestet und für zwei Jahre gesperrt. Nach seiner Sperre belegte er bei den Weltmeisterschaften 2015 den 13. Platz.